# Черёмуха (река, впадает в Селигер)
Черёмуха (Серемуха) — река в России, протекает в Осташковском городском округе и Фировском районе Тверской области. 
Река вытекает из болота близ озера Серемо в Фировском районе, впадает в озеро Серемо, соединенное протокой Княжа с Селигером. Длина реки составляет 21 км, площадь водосборного бассейна 170 км². 

### Притоки
- Бобовец
- Талец
- Паника
- Мшена (8 км по левому берегу)
- Ржанка
- Лисошная

## Данные водного реестра
По данным государственного водного реестра России относится к Верхневолжскому бассейновому округу, водохозяйственный участок реки — Волга от Верхневолжского бейшлота до города Зубцов, без реки Вазуза от истока до Зубцовского гидроузла, речной подбассейн реки — бассейны притоков (Верхней) Волги до Рыбинского водохранилища. Речной бассейн реки — (Верхняя) Волга до Куйбышевского водохранилища (без бассейна Оки).
Код объекта в государственном водном реестре — 08010100412110000000434.